# Ramón Miérez
Ramón Nazareno Miérez (Resistencia, 13 mei 1997) is een Argentijns voetballer die doorgaans speelt als spits. In augustus 2024 verruilde hij Osijek voor Al-Jazira.

## Clubcarrière
Miérez speelde in de jeugdopleiding van Tigre. Hier maakte hij op 22 maart 2016 zijn professionele debuut, toen in eigen huis met 3–3 gelijkgespeeld werd tegen Newell's Old Boys tijdens een wedstrijd in de Primera División. Miérez begon op de reservebank en mocht veertien minuten voor het einde van het duel als invaller het veld betreden. Voor zijn eerste doelpunt hoefde de aanvaller maar te wachten tot zijn tweede optreden, op 15 mei 2016. Hij viel tegen Sarmiento veertien minuten na rust in en een kwartier voor tijd zorgde hij voor het enige doelpunt van de wedstrijd: 0–1. In augustus 2018 nam Istra 1961 hem op huurbasis over voor het seizoen 2018/19.
Na zijn terugkeer werd hij gekocht door Deportivo Alavés, dat circa 2,2 miljoen euro voor hem betaalde. In Spanje zette Miérez zijn handtekening onder een verbintenis voor de duur van vier seizoenen. Diezelfde zomer werd de Argentijn direct verhuurd aan Tenerife. Bij die club maakte hij in twintig competitiewedstrijden één doelpunt. Het jaar erop werd Miérez opnieuw verhuurd; ditmaal nam Osijek hem over voor het seizoen 2020/21. Aan het einde van die jaargang kroonde de Argentijn zich tot topscorer van de 1. HNL en Osijek nam hem voor een bedrag van tweeënhalf miljoen euro definitief over. Tijdens de jaargangen 2022/23 en 2023/24 kwam Miérez tot meer dan tien competitietreffers, waarop hij voor circa drie miljoen euro overgenomen werd door Al-Jazira.

## Clubstatistieken
| Seizoen | Club             | Competitie       | Competitie | Competitie | Beker | Beker | Internationaal | Internationaal | Totaal | Totaal |
| Seizoen | Club             | Competitie       | Wed.       | Dlp.       | Wed.  | Dlp.  | Wed.           | Dlp.           | Wed.   | Dlp.   |
| ------- | ---------------- | ---------------- | ---------- | ---------- | ----- | ----- | -------------- | -------------- | ------ | ------ |
| 2016    | Tigre            | Primera División | 2          | 1          | 1     | 0     | —              | —              | 3      | 1      |
| 2016/17 | Tigre            | Primera División | 20         | 2          | 1     | 0     | —              | —              | 21     | 2      |
| 2017/18 | Tigre            | Primera División | 8          | 1          | 0     | 0     | —              | —              | 8      | 1      |
| 2018/19 | → Istra 1961     | 1. HNL           | 22         | 9          | 1     | 1     | —              | —              | 23     | 10     |
| 2019/20 | Deportivo Alavés | Primera División | —          | —          | —     | —     | —              | —              | 0      | 0      |
| 2019/20 | → Tenerife       | Segunda División | 20         | 1          | 0     | 0     | —              | —              | 20     | 1      |
| 2020/21 | → Osijek         | 1. HNL           | 31         | 22         | 3     | 1     | 1              | 0              | 35     | 23     |
| 2021/22 | Osijek           | 1. HNL           | 28         | 3          | 4     | 1     | 4              | 0              | 36     | 4      |
| 2022/23 | Osijek           | 1. HNL           | 33         | 12         | 2     | 0     | 2              | 0              | 37     | 12     |
| 2023/24 | Osijek           | 1. HNL           | 34         | 18         | 3     | 1     | 4              | 1              | 41     | 20     |
| 2024/25 | Osijek           | 1. HNL           | 1          | 0          | 0     | 0     | 2              | 3              | 3      | 3      |
| 2024/25 | Al-Jazira        | UAE Pro League   | 0          | 0          | 1     | 1     | —              | —              | 1      | 1      |
| Totaal  | Totaal           | Totaal           | 199        | 69         | 16    | 5     | 13             | 4              | 228    | 77     |

Bijgewerkt op 20 augustus 2024.

## Erelijst
| Topscorer 1. HNL | 2 | 2020/21 (22 goals), 2023/24 (18 goals) |